# François Clément Sauvage
François Clément Sauvage (* 4. April 1814 in Sedan; † 11. November 1872 in Paris) war ein französischer Ingenieur und Geologe.

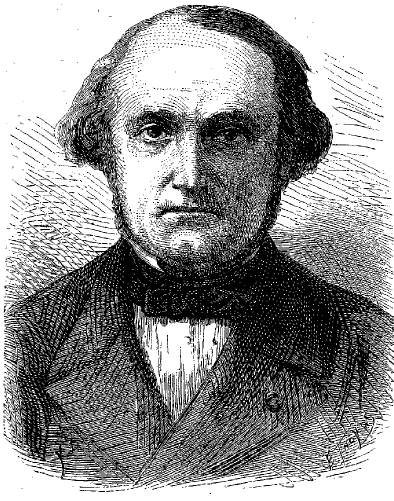
Sauvage

Sauvage studierte 1831 bis 1833 an der École polytechnique, wo er als Bester seines Jahrgangs abschloss. Er wurde Bergbauingenieur (beim Corps des Mines) und forschte in Mézières über Metallurgie, Chemie und Mineralogie. Er erstellte außerdem geologische Karten des Département Marne und des Département Ardennes, über die er eine geologische Beschreibung veröffentlichte. 1838 bis 1842 studierte er die Kohle- und Erzminen in Spanien. Danach untersuchte er 1845 die Austrocknung des Kopaïs-Sees in Böotien in Griechenland. Nach seiner Rückkehr veröffentlichte er eine geologische Beschreibung von Griechenland. 1846 wurde er Ingenieur bei der Ost-Eisenbahngesellschaft (Compagnie des chemins de fer de l’Est) und war am Bau eines Abschnitts der Eisenbahn von Frouard bis zur Grenze beteiligt. 1848 wurde er von der Regierung während Februarrevolution nach Creusot geschickt, um die Ordnung wiederherzustellen. Danach übernahm er die Eisenbahngesellschaft von Orléans in Zwangsverwaltung. 1861 wurde er Direktor der Ost-Eisenbahngesellschaft.
1871 wurde er Deputierter der Nationalversammlung. Er war Kommandeur der Ehrenlegion und ist einer der 72 Namen auf dem Eiffelturm.